# 21708 Мюльгалль
21708 Мюльгалль (21708 Mulhall) — астероїд головного поясу, відкритий 7 вересня 1999 року.
Тіссеранів параметр щодо Юпітера — 3,395.